# Siissisoq
Siissisoq é uma banda groenlandesa de heavy metal formada em 1998 na cidade de Uummannaq.

## Integrantes

### Membros atuais
- Jens Samuelsen – vocal
- Karl Enok Mathiassen – guitarra
- Knud Mathiassen – guitarra
- Jens Koch Kristensen – baixo
- Kaassa Zeeb – bateria

### Ex-membros
- Hans Therkildsen – baixo
- Rasmus Petersen – baixo
- Peter Hendriksen – baixo
- Villads Kristiansen – bateria
- Peter Fleischer – bateria

## Discografia
Álbuns de estúdio
- 1998: Aammarpassuillu

Álbuns ao vivo
- 2001: Aammarpassuillu